# Литвинчук, Марина Викторовна
Мари́на Ви́кторовна Литвинчу́к (бел. Марына Віктараўна Літвінчук; в девичестве Полтора́н; 12 марта 1988, Сотничи) — белорусская гребчиха-байдарочница, выступает за сборную Беларуси с 2006 года. Двукратный бронзовый призёр летних Олимпийских игр в байдарке-четвёрке, трёхкратная победительница Европейских игр, многократная чемпионка мира, Европы и национальных первенств. На соревнованиях представляет Гомельскую область.  Заслуженный мастер спорта Республики Беларусь.

## Биография
Марина Полторан родилась 12 марта 1988 года в Сотничи Петриковского района Гомельской области Беларуси.
Живёт и тренируется в городе Мозырь. С 2012 года замужем за белорусским гребцом Артуром Литвинчуком, олимпийским чемпионом среди четвёрок на дистанции 1000 метров. Имеет высшее образование, в 2013 году окончила Мозырский государственный педагогический университет имени И. П. Шамякина, где обучалась на факультете физической культуры.

### Спортивная карьера
Активно заниматься спортом начала в возрасте семи лет в Гомельской специализированной детско-юношеской школе олимпийского резерва, первое время специализировалась на академической гребле, проходила подготовку под руководством тренеров Байкова В. А и Бобрус Н. А. Позже перешла в греблю на байдарках и каноэ, тренировалась у Скриганова В. В. В 2006 году вошла в основной состав национальной сборной Беларуси, дебютировала на этапах Кубка мира, выступила на чемпионате мира в венгерском Сегеде и на чемпионате Европы в чешском городе Рачице. Год спустя на европейском первенстве в испанской Понтеведре соревновалась сразу в четырёх дисциплинах, в том числе в трёх сумела пробиться в финал. Пыталась пройти квалификацию на Олимпийские игры 2008 года в Пекин, однако в отборочных гонках европейского первенства в Милане выступила недостаточно хорошо.
Первого серьёзного успеха в карьере Полторан добилась в сезоне 2010 года, когда с байдаркой-одиночкой на пятикилометровой дистанции завоевала серебряную медаль на чемпионате мира в Познани и бронзовую на первенстве Европы в Трасоне. Через год получила две бронзовые награды на первенстве мира в Сегеде, заняв третьи места среди одиночек на 5000 метров и среди четвёрок на 500 метров, а также добыла два золота и бронзу на европейском чемпионате в Белграде: в дисциплинах K-1 5000, K-4 500 и K-2 200 соответственно. Помимо этого, одержала шесть побед в различных гонках мирового кубка.
В 2012 году Полторан выиграла три серебряные медали на чемпионате Европы в хорватском Загребе и благодаря череде удачных выступлений удостоилась права защищать честь страны на летних Олимпийских играх 2012 года в Лондоне. Участвовала в заплывах на 500 метров двухместных и четырёхместных байдарок, в первом случае в паре с Ольгой Худенко вынуждена была довольствоваться утешительным финалом «Б» и в конечном счёте расположилась на девятой позиции, тогда как во втором вместе с Худенко, Ириной Помеловой и Надеждой Попок добралась до финальной стадии и завоевала бронзу. По итогам сезона удостоена почётного звания «Заслуженный мастер спорта Республики Беларусь».
После Олимпиады спортсменка осталась в основном составе белорусской национальной команды и продолжила принимать участие в крупнейших международных соревнованиях (уже под фамилией Литвинчук). Так, в 2013 году она побывала на летней Универсиаде в Казани, где выиграла четыре золотые медали в четырёх различных дисциплинах.
2024 год
В августе 2024 года — серебряный призёр чемпионата мира по гребле на байдарках и каноэ 2024 года в Самарканде (Узбекистане) на дистанции 1000 метров.
25 августа 2024 года — на чемпионате мира по гребле на байдарках и каноэ 2024 года в Самарканде (Узбекистане) в женском спринте байдарок-двоек на 200 м бронзу завоевали Ольга Худенко и Марина Литвинчук.
2025 год
В июле 2025 года — серебряный призер открытого чемпионата Беларуси по гребле на байдарках и каноэ на 500-метровке (Заславль).

## Награды и звания
- Заслуженный мастер спорта Республики Беларусь.
- Почетный гражданин города Мозыря[6].